# Землетрясение в Турции (2011)
Разрушительное землетрясение в юго-восточной турецкой провинции Ван магнитудой 7,2, произошло 23 октября 2011 года в 13 часов 41 минуту по местному времени в 16 км к северо-востоку от Вана. Гипоцентр землетрясения находился на глубине 16 (19) км
Спустя 7 минут после основного подземного толчка произошёл первый афтершок от землетрясения магнитудой 4,9 в 26 км к северо-западу от Вана на глубине 2 км. Второй афтершок данного землетрясения произошёл спустя 11 минут после основного магнитудой 4,8, в 33 км к северо-западу от Вана и на глубине 7 км.
Самый мощный из афтершоков этого землетрясения магнитудой 6.0 произошёл 24 октября 2011 года в 20:45 (по UTC). 30 октября магнитуда очередного афтершока составила 5,3.
Землетрясение также четко ощущалось в Армении, в частности в городе Ереван, где люди в панике выходили из зданий от сильных толчков. Также нарушена сотовая связь
9 ноября 2011 года толчки повторились. Эпицентр находился в 16 км от г. Ван. В результате обрушилось 25 зданий, более 5 десятков человек оказалось под завалами, есть жертвы. Число жертв от подземных толчков 9 ноября достигло 30 человек, среди жертв есть журналисты.

## Последствия
6017 зданий были признаны непригодными для проживания, то есть были затронуты 8321 домохозяйство. При средней численности населения домашних хозяйств примерно 7,6, это может означать, что по крайней мере 60 тысяч человек остались без жилья из поврежденных зданий. Дополнительно, 5215 строения были повреждены, но все ещё пригодны для жилья. 30 октября турецкие спасатели прекратили спасательную операцию.

## Жертвы и пострадавшие

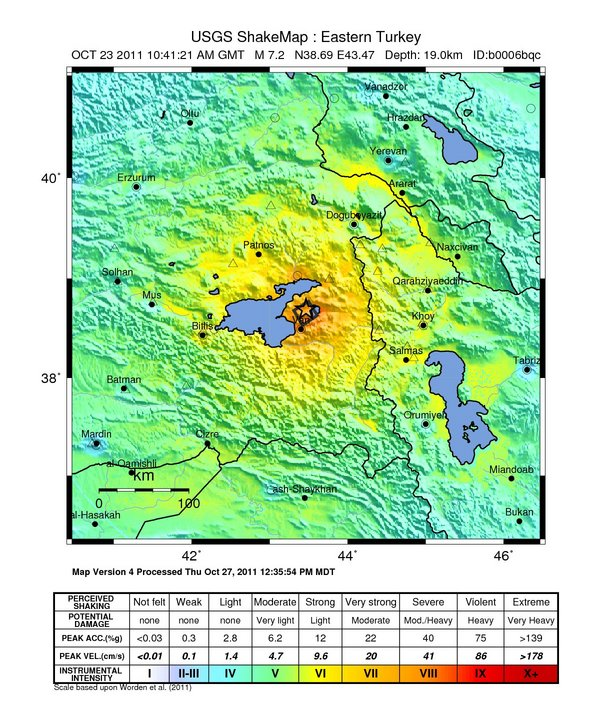

По меньшей мере, 601 человек погиб, 4152 — были ранены, 188 человек были извлечены из-под завалов живыми. Кроме того, как сообщает Associated Press со ссылкой на турецкое телевидение, из тюрьмы в провинции Ван, частично разрушенной в результате землетрясения, сбежали около 150 заключенных, однако 50 из них через некоторое время вернулись назад.

## Международная реакция
Президент Азербайджана Ильхам Алиев направил президенту Турции Абдулле Гюлю свои соболезнования по поводу трагедии.
Президент Армении Серж Саргсян направил соболезнования президенту Турции Абдулле Гюлю: «С прискорбием узнал о разрушениях, жертвах и оставшихся под завалами людях в результате страшного землетрясения в Ване. Скорблю о случившемся, соболезную Вам и сообщаю Вам, что специализированное подразделение армянских спасателей готово в сжатые сроки достигнуть эпицентра и незамедлительно приступить к спасательным работам».
Президент Туркменистана Гурбангулы Бердымухамедов выразил соболезнования президенту Турции: «Туркменистан готов оказать любую помощь соседней Турции, в том числе и материальную, ибо братские туркменский и турецкий народы связаны многовековой общностью, разделяя и радость, и горе».
Турция отказалась от помощи Израиля, до сих пор не приняла помощь от России и от США.
26 октября Турция, констатируя факт нехватки помощи, всё-таки попросила помощи у Израиля.
В общей сложности, передает Reuters, помощь предложили власти более чем 30 государств.

## Помощь
Спустя час после землетрясения турецкий Красный Полумесяц. объявил о направлении в зону катастрофы 1162 палаток (всего им было направлено 13000 палаток), 1000 обогревателей, 4250 одеял, 500 других средств первой медицинской помощи. Впоследствии, он предоставил временное укрытие для приблизительно 40000 человек, нуждающихся в крове. С помощью Красного Полумесяца организовано питание пострадавших.
Пострадавшим было передано почти 60 000 одеял от Национальных обществ Красного Креста из Германии, Норвегии, Канады, Японии и Швейцарии;  3600 спальных мешков от Нидерландского Красного Креста; 3000 палаток от Канадского, Швейцарского, Немецкого и Финского обществ Красного Креста; Японский Красный Крест передал 3000 наборов инструментов; Швейцарский и Немецкий Красный Крест передали 1300 обогревателей. Помощь поступила через границу от Национальных обществ Красного Полумесяца Азербайджана и Ирана; Национальные Общества Красного Креста и Красного Полумесяца Австрии, Азербайджана, Великобритании, Венгрии, Германии, Канады, Катара, Китая,Израиля, Ирана, Ирландии, Испании, Мальты, Монтенегро, Нидерландов, Норвегии, Сербии, США, Украины, Хорватии, Швейцарии и Швеции объявили кампании по сбору средств в помощь Турецкому обществу Красного Полумесяца для оказания помощи 50 000 пострадавших.
Спасательная операция в Турции насчитывала 3816 спасателей, 886 медиков, 18 поисковых собак, 593 единицы строительной техники и оборудования, 145 карет скорой помощи и 7 медицинских вертолётов, 11 мобильных госпиталей, 33 единицы генераторов, 75 прожекторов, 95 единиц портативных туалетов, 18722 палаток, 84945 одеял, 36 мобильных кухонь, 1545 спальных мешков. Тем не менее оппозиционные силы критикуют политику президента Эрдогана по поводу непринятия международной помощи. Участники масштабной спасательной операции констатируют, что им не хватает специального оборудования для извлечения людей, оставшихся под завалами обрушенных зданий.
Первыми помощь Турции направил Азербайджан. Два самолёта из Азербайджана со 145 спасателями с необходимым снаряжением и специально обученными собаками вылетели в Ван вечером 23 октября, в воскресенье и в ночь на понедельник, туда же были доставлены 250 палаток, 3 тысячи одеял, 2,7 тысячи спальных наборов, две полевые кухни и персонал обслуживания из 20 человек. В понедельник, 24 октября, в 13:00 в Ван вылетел уже третий самолёт из Азербайджана: на этот раз с 46 спасателями и с предметами первой необходимости для пострадавших от стихии. Азербайджанские спасатели, как сообщает официальный сайт МЧС Азербайджана, извлекли из-под завалов трёх выживших.
Вечером 27 октября самолёт МЧС Армении вылетел в Турцию, чтобы доставить в пострадавшие от землетрясения районы страны 40 тонн палаток, спальных мешков, навесов, одеял и теплой одежды.
Германия предложила помощь Турции после землетрясения, сотрясшего восточную турецкую провинцию Ван. Немецкая партия зелёных призвала международное сообщество предоставить быструю и «небюрократическую» поддержку спасателям.
13 миллионов турецких лир было направлено страной в рамках оказания чрезвычайной помощи, чуть менее 5 миллионов долларов США были пожертвованы в рамках благотворительности, Япония направила 400 тысяч американских долларов, правительство Македонии предоставило 100 тысяч евро, а компания «Кока-Кола» выделила миллион американских долларов.
Распоряжением президента Туркменистана предписано в качестве гуманитарной помощи безвозмездно передать Турецкой Республике текстильные изделия и муку.
Гуманитарная помощь не всегда доходит до районов бедствия, так как является добычей турецких мародёров.

## Критика действия властей
В высокогорном Ване по ночам наблюдается заморозки, и оставшиеся под завалами и не дождавшиеся помощи люди уже умирают от переохлаждения. То есть, Турция, а ещё больше – пострадавшие люди, нуждаются в неотложной помощи. Но Анкара отказывает собственным гражданам в праве на жизнь.
Местные жители возмущены поведением военных, правительства и большинства государственных структур, ответственных за спасательные операции и работы по ликвидации последствий стихийного бедствия: за три дня, прошедшие с момента землетрясения, единственной помощью, оказанной пострадавшим в этом населенном пункте, расположенном на одной из основных трасс, стали лишь 60 палаток, предоставленных турецким Красным Полумесяцем. По мнению местных жителей, подобная неспешная реакция отчасти продиктована национальной враждой.
"Нас игнорируют, потому что мы – курды, – утверждает 27-летний Фейзулла Йылдиз (Feyzullah Yildiz). – Правительство заботится лишь о своих. Мы голосуем за прокурдскую Партию мира и демократии (ПМД), вот нас и игнорируют".